# نایدووا
نایدووا (به لاتین: Naiduwa) یک منطقهٔ مسکونی در سری‌لانکا است که در استان جنوبی (سری‌لانکا) واقع شده‌است.